# Thyrosticta octopunctata
Thyrosticta octopunctata är en fjärilsart som beskrevs av Rothschild 1924. Thyrosticta octopunctata ingår i släktet Thyrosticta och familjen björnspinnare. Inga underarter finns listade i Catalogue of Life.